# Majdal Shams
Majdal Shams (àrab: مجدل شمس, Majdal Xams; hebreu: מג'דל שמס‎) és un municipi drus que es troba en les rodalies meridionals de la Muntanya Hermón, al nord dels Alts del Golan. La majoria dels residents del poble són d'origen sirià i drus. Des de la Guerra dels Sis Dies en juny de 1967, el poble ha estat controlat per Israel, primer sota la llei marcial, però des de l'aprovació de la Llei dels Alts del Golan el 1981, els habitants són governats per l'administració civil israeliana, i es van incorporar al sistema israelià de consells locals. Majdal Shams és la més gran de les quatre poblacions sirianes i druses dels Alts del Golan, les altres poblacions són els llogarets de Ein Qiniyye, Masade i Buqata.